# Petr Palma
Petr Palma (* 31. ledna 1957, České Budějovice) je český grafik, fotograf a typograf.

## Život
Petr Palma se narodil 31. ledna 1957 v Českých Budějovicích do učitelské rodiny. V dětství navštěvoval Lidovou školu umění, ateliér akademického malíře Milana Peterky. Po ukončení základního vzdělání se vyučil ručním sazečem. Po vyučení byl přijat na Střední průmyslovou školu grafickou v Praze, kde ho v oboru grafická úprava tiskovin učil Bronislav Malý. Po maturitě pracoval v Jihočeských tiskárnách v Českých Budějovicích jako grafik, návrhář a navrhoval katalogy, publikace, plakáty, etikety, tehdy ještě výhradně klasickými grafickými postupy. V roce 2001 začal pracovat v reklamní agentuře. Půl roku také pracoval jako řezač papíru a knihař v tiskárně Karmášek. Věnuje se klasické volné grafice, kde upřednostňuje manuální postupy. Grafiky vytvářel suchou jehlou, později začal používat převážně techniku linorytu. Je tvůrce řady zajímavých exlibris, novoročenek a kalendářů. Příležitostně vystavuje. Pracuje ve svém ateliéru v Hluboké nad Vltavou. Jeho díla jsou v Památníku národního písemnictví, v soukromých sbírkách a ve sbírce exlibris Jihočeské vědecké knihovny v Českých Budějovicích. K jeho zálibám patří fotografování, zejména přírody a Šumavy.
Je členem Sdružení českých umělců grafiků Hollar

### Ocenění
- 1980 Praha, Nejkrásnější knihy roku 1979  (Cena Arna Sáňky za maturitní práci)

- 2014 Chrudim Trienále českého exlibris - třetí místo[2]

- 2017 Chrudim Trienále českého exlibris - první místo[9]
- 2020 Chrudim, XVI. Trienále českého ex libris 2020 - Cena za přínos českému ex libris

## Dílo

### Knihy
- POPELOVÁ, Ivana PALMA, Petr: Zámecký park Hluboká nad Vltavou. Hluboká nad Vltavou: Nadace pro rozvoj kulturního dědictví, 1994. 16 s.

- NUNVÁŘ, Bohuslav. Kudy kam na Jindřichohradecku: turistický průvodce = Wo wohin im Jindřichův Hradec-Gebiet : Reiseführen = Which way to follow in the Jindřichův Hradec region : guidebook.Foto: Peter PALMA 1. vyd. České Budějovice: Pro Město Jindřichův Hradec realizovala Reklamní agentura eF, 2006. 112 s ISBN 80-239-8297-4
- NUNVÁŘ, Bohuslav. Kudy kam na Jindřichohradecku: turistický průvodce = Waarheen in de regio Jindřichův Hradec : toeristische gids = Por dónde ir en la zona de Jindřichův Hradec : guía turística. Foto: Petr PALMA 1. vyd. České Budějovice ::: Pro Město Jindřichův Hradec realizovala Reklamní agentura eF, 2006.ISBN 80-239-8298-2
- PALMA, Petr. Petr Palma: [hlava nehlava. České Budějovice: Nakladatelství Měsíc ve dne, [2010]. [32] s. ISBN 978-80-902860-7-8
- PALMA, Petr. Třicetsedmičky 2018 [grafika]. [České Budějovice]: [Měsíc ve dne], [2017]. 1 kalendář (15 listů).

### Výstavy autorské - výběr
- 1990 Hluboká nad Vltavou, Netradiční svatební oznámení
- 2001 České Budějovice, Handmade Computer free!
- 2007 České Budějovice, Dernisáž
- 2008 Hradec Králové, Grafika v průběhu let
- 2009 Praha, Odpolední výstava grafiky
- 2011 Karlovy Vary, Linoryty
- 2012 Telč, Hlavanehlava
- 2018 Praha, Trochu černé taškařice
- 2019 Praha, Depresário
- 2020 Malšice, Petr Palma
- 2021 České Budějovice, Exlibris
- 2021 Třeboň, Linotrip (Petr Palma, Zbyněk Hraba)
- 2023 Šumperk, Brouci v hlavě

### Výstavy kolektivní, výběr
- 1980 Praha, Nejkrásnější knihy roku 1979
- 1997 České Budějovice, Intersalon Asociace jihočeských výtvarníků
- 2011, 2014, 2017, 2022 Chrudim, Trienále českého exlibris
- 2016 Klenová(zámek), Linoryt
- 2019, 2021 Týn nad Vltavou, EXPO Týn
- 2021 Praha, Postava - postavy
- 2022 Roztoky u Prahy, Hollar. Napříč generacemi
- 2023 Atény, Aphrodité TODAY
- 2024 Český Krumlov, Magie otisku
- 2024 Blatná, Linoryt 3x jinak – Zbyněk Hraba, Petr Palma, Ladislav Sýkora
- 2024 - 2025 Český Krumlov, Port 1560 – Jižní Čechy očima členů Hollaru